# Modrzew Lyalla

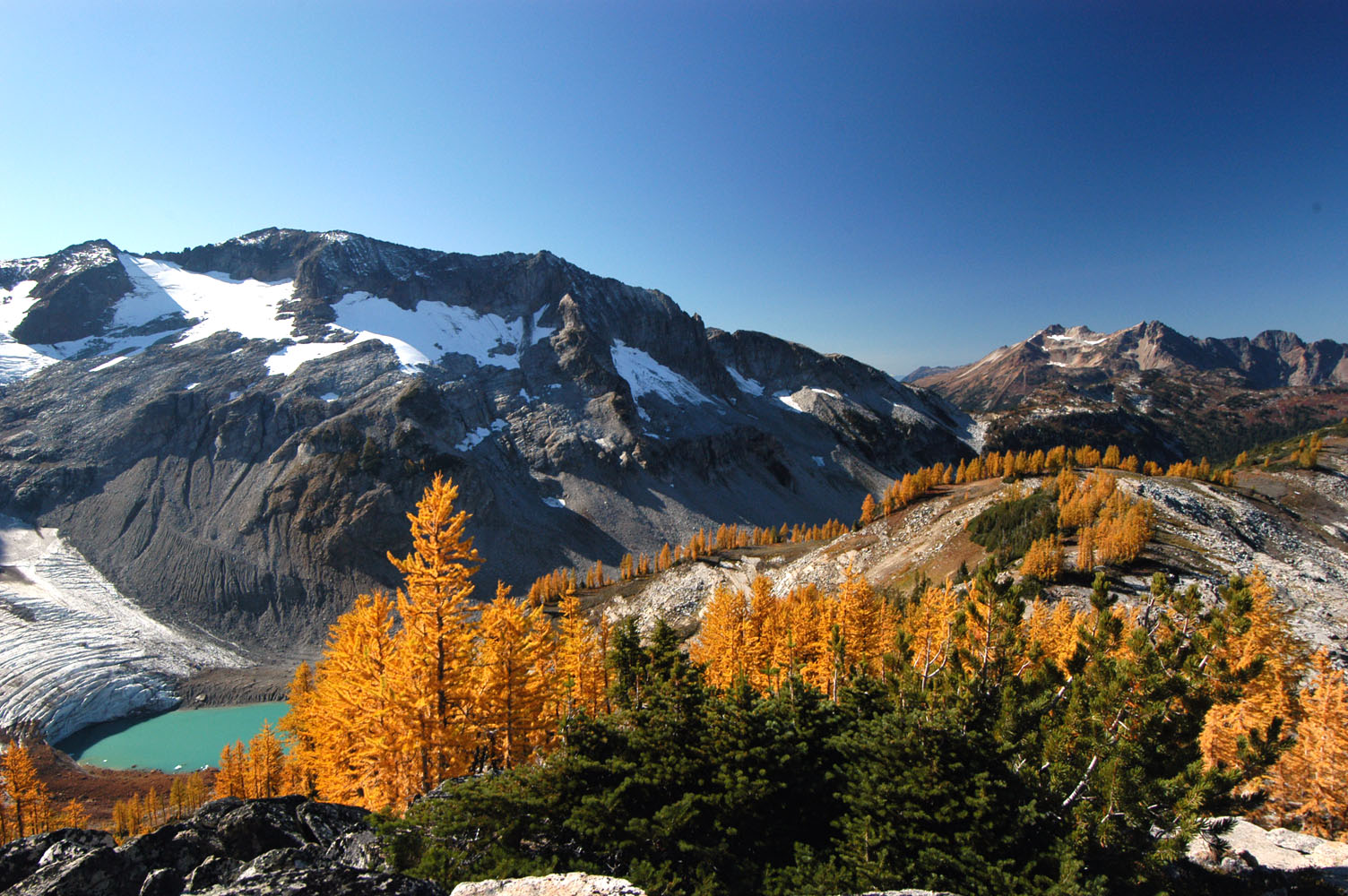
Wybarwione na żółto modrzewie Lyalla

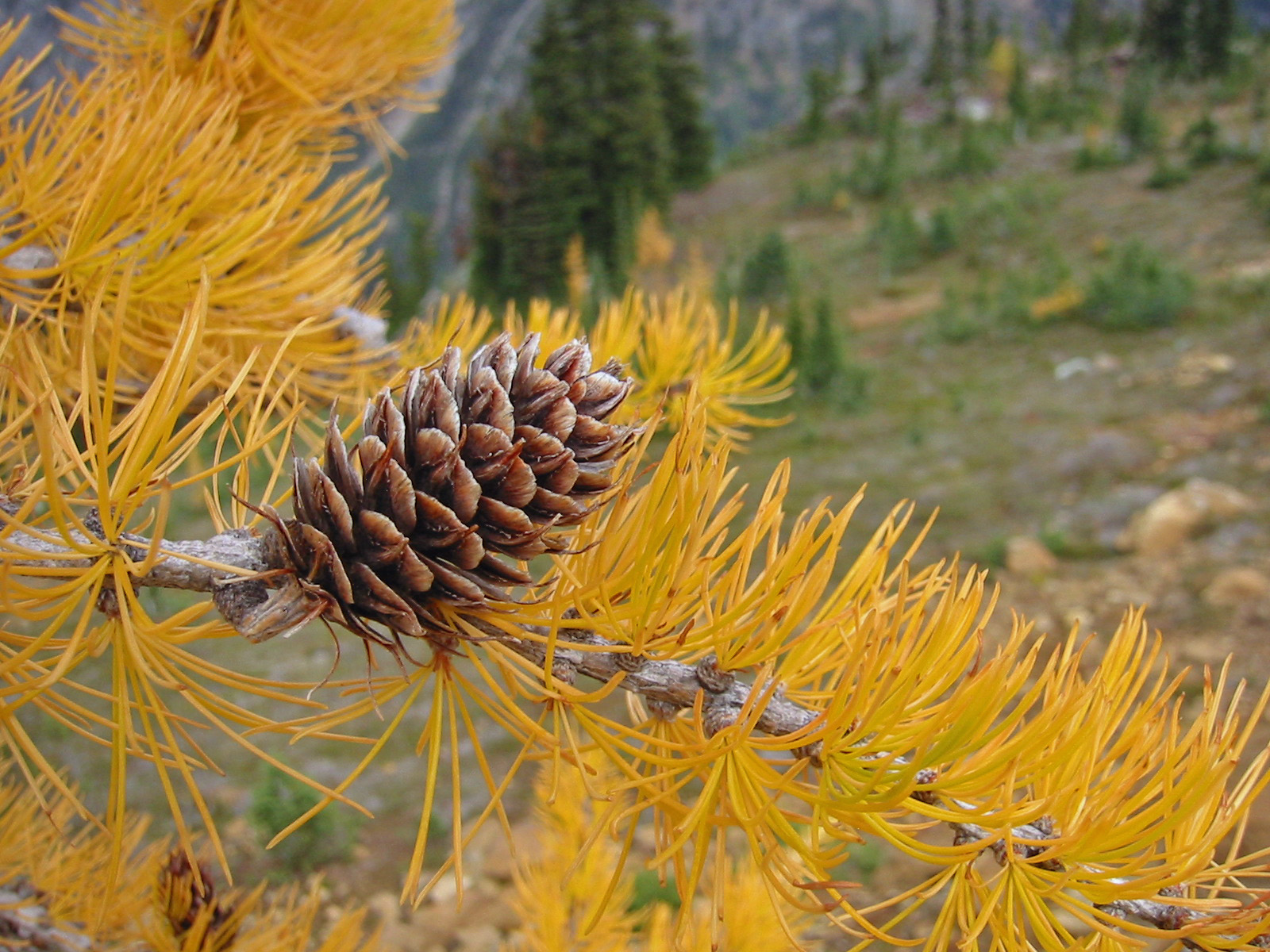
Szyszka

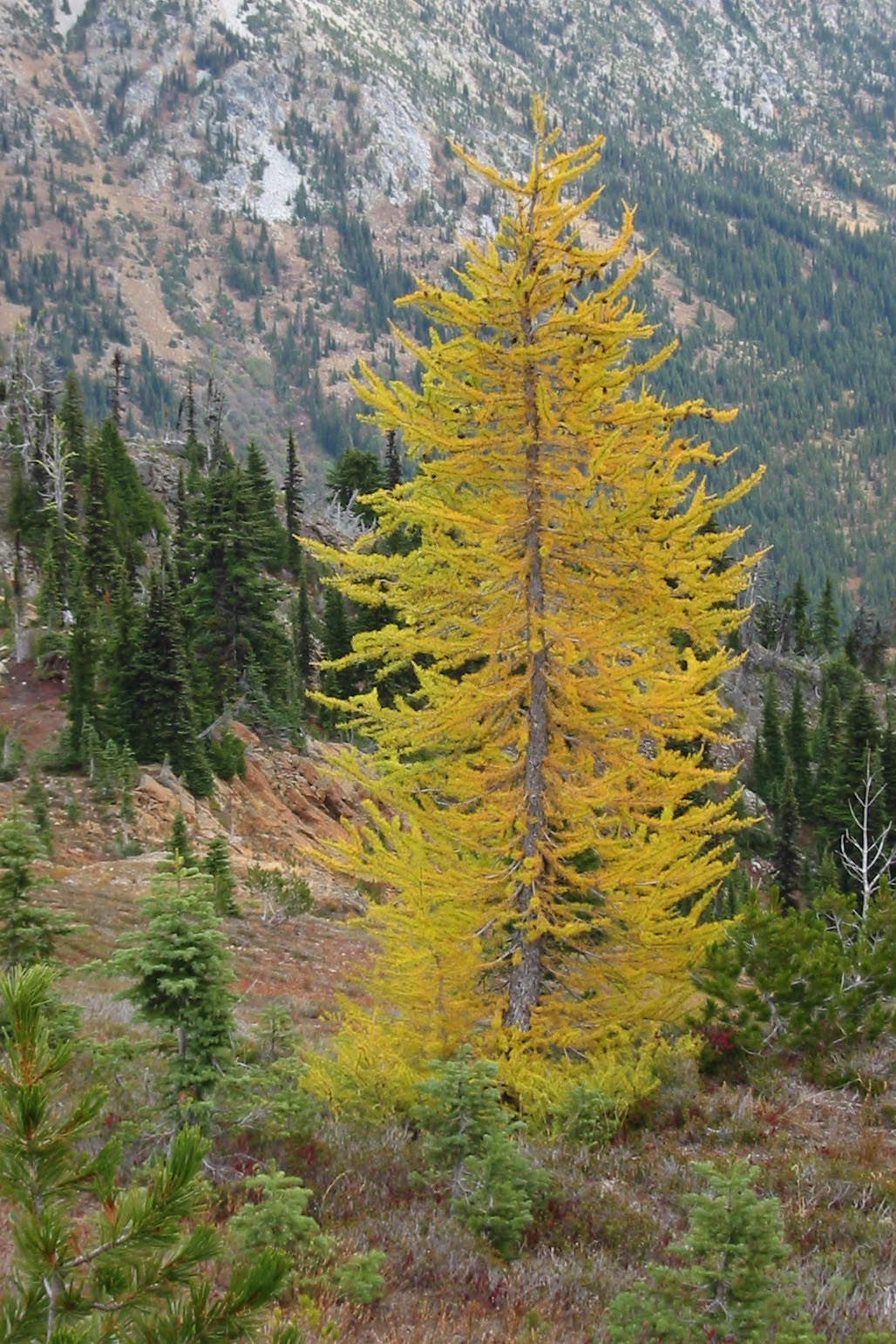
Pokrój

Modrzew Lyalla (Larix lyallii Parl.) – gatunek drzewa iglastego należący do rodziny sosnowatych. Występuje w Ameryce Północnej, na zachodzie Kanady i północnym zachodzie Stanów Zjednoczonych. Gatunek opisany w 1858 roku przez szkockiego chirurga Davida Lyalla.

## Morfologia
PokrójStożkowy, wąski. Dorasta do 25 m wysokości. Rośnie powoli i od wczesnych lat przybiera zgarbioną, przygiętą sylwetkę.
PieńKora u młodych osobników cienka, gładka i jasnoszara, w późniejszym wieku czerwonobrązowa, spękana.
LiścieIgły, długości do 2,5 cm. Miękkie, krzywe i równowąskie o jasnozielonym bądź niebieskozielonym zabarwieniu, rosnące gęsto na młodych pędach.
KwiatyRozdzielnopłciowe. Ciemnoczerwone lub purpurowe, wyrastające na wiosnę. Kwiaty żeńskie pojawiają się wczesną wiosną na nagich gałęziach. Gatunek jednopienny, wiatropylny.
SzyszkiOwalne, długości 5 cm. Spod łusek nasiennych wystają długie łuski wspierające, co nadaje szyszkom postrzępiony wygląd.

## Biologia i ekologia
Modrzew Lyalli to drzewo górskie, porastające północne rejony Gór Skalistych oraz Kaskadowych, do wysokości 2500 m n.p.m..